# Fertighecke
Fertighecken (oder Heckenelemente, Heckenmodule) als Produkte von Baumschulen bieten eine Möglichkeit, eine Grünfläche einzufrieden. Als Basis für die Heckenelemente dienen gängige Heckenpflanzen. 
In den produzierenden Baumschulen werden in der Regel 3–4 Pflanzen einer Gattung so gepflanzt, dass sie zu einem Element der Länge 100 cm verwachsen. Die Höhe der Elemente ist variabel und reicht dabei von 100 bis 220 cm.

## Produktion der Fertighecken
Für die Produktion sind aufwändige Verfahren notwendig, um die Gleichmäßigkeit des Wuchses und der einzelnen Elemente sicherzustellen. Mit Hilfe exakt positionierender Maschinen werden die einzelnen Elemente gepflanzt, verschult und auch für den Versand ausgemacht.

## Vergleich mit klassischen Hecken und Zäunen
Gegenüber klassischen Heckenpflanzen haben Fertighecken den Vorteil, sofort einen Sichtschutz zu bieten und nicht über Jahre hinweg blickdicht werden zu müssen bzw. bis zur gewünschten Endhöhe heranzuwachsen müssen. Außerdem sind sie auch für schmale Grundstücke gut geeignet, da die Fertighecken durch die professionelle Produktion nur eine Tiefe von 40 cm aufweisen und so wenig Platz einnehmen. 
Von der Verwendung und dem Platzbedarf ähneln Fertighecken also einem Zaun oder einer Sichtschutzmauer. Gegenüber diesen Möglichkeiten zur Einfriedung von Flächen haben Fertighecken aber den Vorteil, dass sie naturnah sind, d. h., sie bieten nicht nur eine natürliche Optik, sondern auch einen Lebensraum für die jeweilige Fauna. 
Die Pflege der Fertighecken ist dabei identisch zur Pflege von normalen Hecken: Durch regelmäßigen Rückschnitt und eine eventuelle Düngung werden das Bild der Hecke und der Sichtschutz erhalten.

## Krankheiten
Da die Fertighecken aus normalen Heckenpflanzen bestehen, können die gleichen Krankheiten auftreten wie bei normalen Heckenpflanzen.

## Verwendung
Neben der Verwendung im Privatbereich als Ersatz für klassische Hecken oder andere Sichtschutzeinrichtungen wie Zäunen, Mauern etc. werden Fertighecken im professionellen Bereich vermehrt für Messen oder andere (gastronomische) Events genutzt, um einen mobilen, pflanzlichen Sichtschutz und im Gegensatz zu anderen, raumtrennenden und gleichzeitig mobilen Wänden, eine naturnahe Atmosphäre zu schaffen. Als Alternative zu einer mobilen Stellwand können die einzelnen Elemente der Fertighecken nach Bedarf positioniert werden und eignen sich sowohl für die Nutzung im Innenbereich (bspw. für den Messebau, auf Empfängen oder Feierlichkeiten). Auch im Bereich der Außengastronomie werden die Fertighecken eingesetzt, um bspw. eine räumliche Trennung zwischen einem Sitzbereich innerhalb einer Fußgängerzone abzugrenzen.

## Heckenarten
Folgende Heckenpflanzen sind als Fertighecke oder Heckenelement erhältlich:
- Ahorn (Acer)
- Hainbuche (Carpinus betulus)
- Kornelkirsche (Cornus mas)
- Rotbuche (Fagus sylvatica)
- Blutbuche (Fagus sylvatica 'Purpurea')
- Stechpalmen (Ilex meserveae)
- Bambus (Phyllostachys bisettii)
- Europäische Eibe (Taxus baccata)
- Riesen-Lebensbaum (Thuja plicata)

Zusätzlich werden auch Rankpflanzen mit Rankgerüsten als Fertighecke  angeboten:
- Trompetenblume (Campsis × tagliabuana)
- Efeu (Hedera helix) hier meist die winterharte Sorte “Wörneri”